# Goran Bunjevčević
Goran Bunjevčević (en serbe cyrillique : Горан Буњевчевић), né le 17 février 1973 à Karlovac (Yougoslavie aujourd'hui en Croatie) et mort le 28 juin 2018 à Belgrade (Serbie),, est un footballeur serbe, international yougoslave, qui évoluait au poste de défenseur.

## Carrière
- 1994-1997 : Rad Belgrade ( Yougoslavie)
- 1997-2001 : Étoile rouge de Belgrade ( Yougoslavie)
- 2001-2006 : Tottenham Hotspur ( Angleterre)
- 2006-2007 : ADO La Haye ( Pays-Bas)

## Palmarès

### En équipe nationale
- 16 sélections et 0 but avec l'équipe de RF Yougoslavie entre 1998 et 2003.

### Avec l’Étoile rouge de Belgrade
- Champion de Yougoslavie en 2000 et 2001.
- Vainqueur de la Coupe de Yougoslavie en 1999 et 2000.